# Каваи, Тосинобу
Тосинобу Каваи (родился 19 декабря 1967 года в Нагое) — японский конькобежец, специализирующийся в шорт-треке. Участвовал в Олимпийских играх в Калгари, где шорт-трек был показательным видом спорта, в Олимпийских играх 1992 года. Многократный чемпион мира в шорт-треке, в том числе двукратный чемпион мира в абсолютном зачёте 1985 и 1987 годов.

## Биография
Тосинобу Каваи в 16 лет начал выступление на чемпионате мира в Токио и сразу выиграл второе место на дистанции 1500 метров и 3 место в эстафете. Через 2 года на чемпионате мира в Амстердаме он выиграл уже три золотых награды и стал абсолютным чемпионом мира. Потом была бронза эстафеты в Шамони. В 1986 году Каваи поступил в школу физического воспитания Университета Цукуба. На первенстве мира в Монреале Каваи выиграл второй раз в общем зачёте, поделив 1 место с канадцем Мишелем Деньо, при этом выиграл на 1000 метров и в эстафете. В 1988 году на Олимпийских играх в Калгари, шорт-трек был демонстрационным видом спорта. Тосинобу занял 8-е место на 500 метров, это был лучший его результат в личном зачёте.. На Универсиаде 1991 года выиграл две бронзы на 1000 и 15000 метров. В 1992 году на Олимпиаде в Альбервилле он получил бронзу в эстафете со своими партнёрами: Тацуёси Исихарой, Юити Акасакой, Цутому Кавасаки и Дзюн Уэмацу После ухода из спорта преподавал в Университете Цукуба.